# (16857) Goodall
(16857) Goodall (1997 YZ8) – planetoida z pasa głównego asteroid okrążająca Słońce w ciągu 3,8 lat w średniej odległości 2,43 j.a. Odkryta 25 grudnia 1997 roku.